# Лобково (Калужская область)
Лобково — деревня в Малоярославецком муниципальном районе Калужской области. Входит в сельское поселение «Село Ильинское».

## География
Расположена на притоке  реки Выпрейка, рядом деревни Башкировка, Старорыбино и Сокольники-Первые.

## Население
| 2002 | 2010 |
| ---- | ---- |
| 5    | →5   |

## История
В 1782-м году местность относилась Боровскому уезду Калужского наместничества, к окрестностями села Ильинское.
В 1913-м году входила в Ильинскую волость Боровского уезда.
4 января 1942 года части 43-й армии  освободили деревни Старое Рыбино, Лобково, Башкировку, Сокольники, Дуркино, 8 января – Ильинское.